# Jaguar Land Rover
Jaguar Land Rover Automotive PLC este holdingul Jaguar Land Rover Limited, o companie multinațională britanică de automobile și subsidiară a companiei indiene de automobile Tata Motors Limited. Activitatea principală a Jaguar Land Rover Limited este proiectarea, dezvoltarea, fabricarea și vânzarea vehiculelor care poartă mărcile Jaguar și Land Rover.
Ambele mărci au istorii lungi și complexe înainte de fuzionarea lor - Jaguar întorcându-se în anii 1930 și Land Rover în anii 1940 - întâlnindu-se mai întâi în 1968 ca parte a conglomeratului British Leyland, mai târziu din nou independent unul de celălalt și apoi ca filiale ale BMW (în cazul Land Rover) și Ford Motor Company (Jaguar). Ford a achiziționat Land Rover de la BMW în 2000, după destrămarea fostului Rover Group, care era efectiv restul companiilor britanice producătoare de mașini Leyland.
Jaguar Land Rover a fost o filială a Tata Motors de când au fondat-o pentru achiziția Jaguar Cars Limited și Land Rover de la Ford în 2008. La 1 ianuarie 2013, operațiunile Jaguar Cars Limited și Land Rover au fost fuzionate ca Jaguar Land Rover Limited și părintele a fost redenumit în Jaguar Land Rover Automotive PLC.